# Messalina di Foligno
Messalina (Foligno, 235 – Foligno, 23 gennaio 249) fu una vergine e martire cristiana umbra. È venerata come santa da tutte le Chiese che ammettono il culto dei santi.

## Agiografia
Di nobile famiglia, fu discepola del vescovo Feliciano; quando questi fu imprigionato dall'imperatore Decio, persecutore del culto cristiano, non abiurò la fede e non l'abbandonò, anzi portava giornalmente al vescovo incarcerato del cibo; scoperta, fu arrestata e martirizzata un giorno prima di Feliciano, il 23 gennaio 249.

## Culto
Di lei sarebbero stati conservati i capelli come reliquia. Nel 1599 sarebbero stati rinvenuti i suoi resti in un sarcofago recante la scritta "Hic subtus iacet corpus sanctæ Messalinæ". A questo fatto furono legati vari presunti miracoli e festeggiamenti; al tempo a Foligno fu istituita una processione annuale per la restituzione al culto del corpo di santa Messalina. Il suo culto è tuttora ancora sentito in Umbria.
Santa Messalina da Foligno non è riportata nel Martirologio Romano.